# كافيتا داسواني
كافيتا داسواني (بالإنجليزية: Kavita Daswani)‏ هي مؤلفةٌ هندية أمريكية. تتناول رواياتها الثلاث الممارسة الهندية للزيجات المرتبة، وتعرض فتياتٍ يرفضن التوافق مع التقاليد المجتمعية.

## الحياة المهنية
نشأت في هونغ كونغ، وبدأت حياتها المهنية في سن 17 عامًا، حيث عملت صحفيةً في جريدة جنوب الصين الصباحية (بالإنجليزية: South China Morning Post)‏. انتقلت إلى لوس أنجلوس عام 2000.
تمثل كتبها التغييرات التي تحدث في مجتمعات الشتات الهندية، وخاصةً فيما يتعلق بالتأسيسات مثل الزواج، ودور الزوجة في الأسرة، وزيادة الفرص المتاحة للمرأة. المزيج الذي قدمته كافيتا من الظرافة والجهد الثقافي جعل كتبها هروبًا من الواقع.
عملت مراسلة أزياء في سي إن إن وسي إن بي سي آسيا [الإنجليزية] ووومن وير دايلي [الإنجليزية]، كما كتبت في لوس أنجلوس تايمز وإنترناشيونال هيرالد تريبيون، وكانت محررةً الموضة في جريدة جنوب الصين الصباحية في هونغ كونغ.